# The Softies
The Softies sind ein US-amerikanisches Indie-Duo, bestehend aus Rose Melberg und Jen Sbragia, die für ihren minimalistischen Ansatz in der Popmusik bekannt sind. The Softies wurden 1994 gegründet und lösten sich 2000 vorerst auf. Seit 2012 ist das Duo wieder sporadisch aktiv.

## Geschichte
Die 1994 gegründete Band war als Nebenprojekt für beide Künstlerinnen gedacht. Neben einer späteren Karriere als Solokünstlerin trat Rose Melberg auch mit Tiger Trap, Gaze und Go Sailor auf. Jen Sbragia wurde durch ihre Arbeit mit der Band Pretty Face bekannt. Als Teil der Twee-Pop-Bewegung, die im pazifischen Nordwesten beheimatet ist, lernten sie sich bei Auftritten ihrer jeweiligen Bands kennen. Die beiden haben ihren Namen von einer britischen New-Wave-Gruppe abgeleitet.
Nachdem sich Tiger Trap im Januar 1994 aufgelöst hatte, gründeten die beiden The Softies und nahmen die 7-Inch-Single Love Seat mit vier Songs für Slumberland Records auf. Der Musiker Calvin Johnson produzierte später die Single He’ll Never Have to Know und das Debütalbum It’s Love der Band für sein Indie-Label K Records. 1996 veröffentlichten sie eine gleichnamige EP bei Slumberland Records (aufgenommen vor It’s Love). Innerhalb weniger Monate nahmen sie ihr von der Kritik gelobtes Album Winter Pageant in Melbergs Elternhaus in Sacramento, Kalifornien, auf. Im Jahr 2000 veröffentlichten sie ihr drittes und vorerst letztes gemeinsames Album, Holiday in Rhode Island. Im selben Jahr löste sich das Duo auf. Es wird manchmal spekuliert, dass ihre Veröffentlichungen den Jahreszeiten entsprechen, und zwar wie folgt: It’s Love (Sommer), The Softies (Herbst), Winter Pageant (Winter), Holiday in Rhode Island (Frühling). 
Die Softies verwenden bei ihren Aufnahmen und Live-Auftritten fast ausschließlich zwei E-Gitarren und harmonisierende Gesangsmelodien. Das Fehlen einer Begleitung, die minimale Produktion und die Kürze ihrer Songs sind wiederkehrende Merkmale ihrer Arbeit auf ihren drei Alben.
Die Band unternahm einige Tourneen, unter anderem als Vorgruppe des Sängers und Songschreibers Elliott Smith.
Zum ersten Mal seit ihrer Trennung 2000 gingen The Softies im Rahmen von Chickfactor 2012: For the Love of Pop auf Tournee, mit Shows in Brooklyn, Portland und San Francisco.
Im August 2024 erschien auf Father/Daughter Records ihr viertes Studioalbum The Bed I Made.

## Diskographie

### Alben
- 1995: It’s Love (K Records)
- 1997: Winter Pageant (K Records)
- 2000: Holiday In Rhode Island (K Records)
- 2024: The Bed I Made (Father/Daughter Records)

### Extended Plays
- 1994: Loveseat (Slumberland Records)
- 1995: He’ll Never Have to Know (K Records)
- 1996: The Softies (Slumberland Records)

### Live-Alben
- 2023: Pacific Northwest Tour 2023 (Slumberland Records)

### Singles
- 1996: The Best Days (K Records)
- 2024: I Said What I Said (Father/Daughter Records)
- 2024: California Highway 99 (Father/Daughter Records)
- 2024: Tiny Flame (Father/Daughter Records)